# Probabilidade a priori

Posterior = Likelihood * Prior / Evidence

Em probabilidade bayesiana, uma distribuição de probabilidade a priori para uma quantidade indeterminada p, também chamada simplesmente de prior relativo a p (suponha, por exemplo, que p seja a proporção de votantes em determinado político numa eleição futura) é a distribuição de probabilidade que expressaria a incerteza sobre o valor de p antes de qualquer dado ou medida (por exemplo, uma pesquisa de opinião). É uma maneira de atribuir incerteza em vez de aleatoriedade à grandeza em questão, além de ponto de partida para o uso do teorema de Bayes após a obtenção dos dados.